# Sainovina
Sainovina (en serbe cyrillique : Саиновина) est un village de Serbie situé dans la municipalité de Čajetina, district de Zlatibor. Au recensement de 2011, il comptait 647 habitants.

## Démographie

### Évolution historique de la population
| 1948  | 1953  | 1961  | 1971  | 1981  | 1991 | 2002 | 2011 |
| ----- | ----- | ----- | ----- | ----- | ---- | ---- | ---- |
| 1 126 | 1 174 | 1 195 | 1 305 | 1 053 | 754  | 810  | 647  |

|  |